# Akira Yoshizawa
Pour les articles homonymes, voir Yoshizawa.
Akira Yoshizawa (吉澤 章, Yoshizawa Akira) est un origamiste japonais né à Kaminokawa le 14 mars 1911 et mort à l'âge de 94 ans à Ogikubo le 14 mars 2005. Considéré comme le maître de l'art japonais du pliage, il est le créateur de plus de 50 000 pliages différents, le précurseur de l'origami moderne et le créateur du système de codification utilisé dans les diagrammes de pliage modernes qui porte son nom, le système de Yoshizawa-Randlett. En 1983, il est élevé à l'Ordre du Soleil levant par l'empereur du Japon Hirohito.

## Biographie
Fils d'un fermier laitier  de la préfecture rurale de Tochigi, Yoshizawa commence à travailler à treize ans dans une usine de Tokyo. Le soir, il prend des cours de dessin technique, en utilisant l'art traditionnel de l'origami pour comprendre et communiquer des problèmes géométriques.
En 1937, il quitte l'usine pour exercer la discipline de l'origami à temps plein. Son œuvre est suffisamment novatrice pour être incluse dans l'ouvrage Origami Shuko d'Isao Honda (本多功, 1944). Cependant, c'est son travail pour un numéro de 1951 du magazine Asahi Graph qui  lance sa carrière. Sa première monographie éditée, Atarashi Origami Geijutsu  (Le Nouvel art de l'origami) est publiée en 1954. Dans cette œuvre, il établit le système Yoshizawa–Randlett de notation des plis d'origami qui est devenu la norme pour la plupart des origamistes. La publication du livre a été suivie peu après par la fondation du centre international d'Origami de Tokyo et d'une série d'expositions internationales.
Yoshizawa est considéré comme un ambassadeur culturel international pour le Japon. Il a élevé l'origami au rang des beaux-arts. En tout, il a créé plus de 50 000 modèles, dont seulement quelques centaines ont leurs diagrammes répartis dans ses 18 livres. Il propose des innovations techniques, comme le pli humide. Dans cette technique le papier est humidifié avant d'être plié, donnant au pliage un aspect sculpté. Il est considéré comme ayant fait beaucoup dans le changement qui a permis à l'origami de devenir une forme d'art, par opposition à une discipline traditionnelle.
En 1983, l'empereur du Japon Hirohito (Shōwa Tennō) l'élève à l'Ordre du Soleil Levant. En mars 1998, Yoshizawa est invité à exposer ses origamis au Carrousel du Louvre lors de l'exposition Paris-Origami qui réunissait 20 des principaux créateurs mondiaux. Il meurt le 14 mars 2005, le jour de ses 94 ans, d'une pneumonie.